# Sun Microsystems
Sun Microsystems, Inc era una empresa informàtica de Silicon Valley, fabricant de semiconductors i programari.
Va ser creada l'any 1982 per l'alemany Andreas von Bechtolsheim i els nord-americans Vinod Koshla, Bill Joy i Scott McNealy.
El 27 de gener de 2010, Sun va ser adquirida per Oracle Corporation dels EUA per 7.400.000.000 dòlars, amb base en un acord signat el 20 d'abril de 2009. Sun Microsystems, Inc, va passar a denominar-se Oracle Amèrica, Inc.
Les sigles SUN deriven de "Stanford University NetWork" (xarxa de la Universitat Stanford), projecte creat per a connectar mitjançant una xarxa les biblioteques de Stanford. Aquell any van introduir la seua primera estació de treball, que des de l'inici feia servir el protocol sobre el qual se sustenta tot el trànsit d'Internet, el TCP/IP.
Els productes de Sun inclouen equips de servidors i estacions de treball basades en la seva pròpia tecnologia: SPARC processadors, emmagatzematge de sistemes, i una suite de productes de programari incloent el Solaris (el sistema operatiu), eines de desenvolupament, el programari d'infraestructura de la web, i gestió d'identitats aplicacions. Sun era un defensor del codi obert en general i Unix, en particular, i un dels principals proveïdors de codi obert de programari. Sun va crear, i va distribuir lliurement, el llenguatge de programació Java Les instal·lacions de fabricació principals es trobaven en Hillsboro, Oregon i Linlithgow, Escòcia.